# Rusinowo (Postomino)

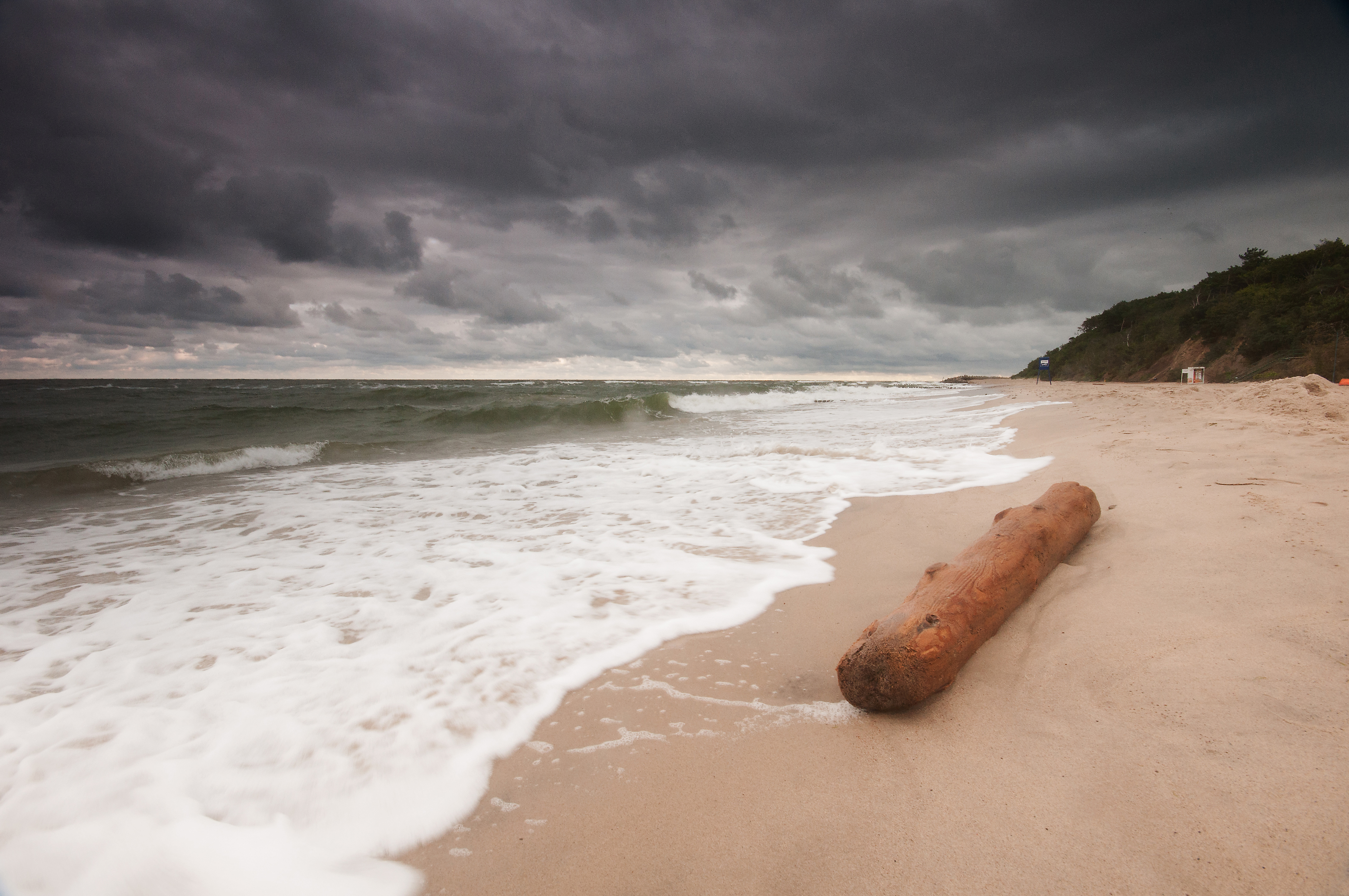
Strand

Rusinowo (deutsch Rützenhagen) ist ein Dorf in der Woiwodschaft Westpommern in Polen. Es gehört zur Gmina Postomino (Gemeinde Pustamin)  im Powiat Sławieński (Schlawer Kreis).

## Geographische Lage
Das zwei Kilometer lange Straßendorf Rusinowo liegt an der 1904/1906 gebauten Landstraße von Drozdowo (Drosedow) nach Łącko (Lanzig). Der Ort liegt 1,1 bis 28,3 Meter über dem Meeresspiegel und grenzt im Norden mit Dünenwald und zwei Kilometer Strand an die Ostsee. Nächste Bahnstation ist das 15 Kilometer entfernte Darłowo (Rügenwalde) an der Bahnstrecke Darłowo–Sławno–Miastko (Rummelsburg in Pommern)–Szczecinek (Neustettin).

## Geschichte

### Ortsname
Der deutsche Name bedeutet „zu den Gehegen des utz“ und ist benannt nach dem Initiator (Lokator), der mit deutschen Siedlern das Dorf gründete.

### Ortsgeschichte
Rützenhagen wurde um 1300 gegründet. In einer alten Urkunde – wohl aus dem Jahre 1312 – wird das Dorf mit anderen Orten erwähnt, die zur Räumung der Lütow (alter Arm der Wipper zwischen Rügenwaldermünde (heute polnisch: Darłówko) und Vitter See (Jez. Kopań)) verpflichtet waren.
Die Zahl der Höfe blieb über Jahrhunderte unverändert: 1 Schulze, 19 Bauern und 3 Kossäten.
Rützenhagen war ein Amtsdorf des Amtes Rügenwalde. Die Rützenhagener Bauern nahmen auch teil am Seehandel, Fischerei und „Strandrecht“. Außerdem wurde Flachs angebaut und zu Leinen gewebt. So lieferte der Ort Segeltuch nach Rügenwalde und Hemdentuch nach Stolp und Stettin.
Nachdem am 9. März 1945 russische Truppen Rützenhagen eingenommen hatten, wurde der Ort – wie ganz Hinterpommern – polnischer Verwaltung unterstellt. Es begann die Zuwanderung von Polen, vorwiegend aus Gebieten östlich der Curzon-Linie. Die deutsche Bevölkerung wurde vertrieben. Rützenhagen ist heute unter dem polnischen Namen Rusinowo Teil der Gmina Postomino (Pustamin).

### Ortsgliederung bis 1945
Zur Gemeinde Rützenhagen gehörten vor 1945 drei Ortschaften:
- Elchhagen (plattdeutsch Elkenhagen, abgeleitet von „Elk“ = Iltis), Abbau im Süden des Dorfes mit drei Büdnerstellen, entstanden im 19. Jahrhundert auf Parzellen des ehemaligen Schulzenhofes
- Flüchtenhagen (heute polnisch Radziszkowo), Abbau im Nordwesten des Dorfes mit einer Büdnerstelle, einem Doppel- und einem Einzelwohnhaus, dessen Name sich möglicherweise von einem Zufluchtsort im Siebenjährigen Krieg herleitet: damals brachten die Bewohner Rützenhagens ihre Frauen und Kinder vor 200 einquartierten Russen im Hasselhorst in Sicherheit
- Stegenort, Kätnerstelle im Nordwesten des Dorfes.

## Kirche

### Kirchengemeinde
Zum evangelischen Kirchspiel Rützenhagen gehörten bis 1945 Rützenhagen, Jershöft (Jarosławiec) und Schönenberg (Bylica) mit insgesamt 871 Gemeindegliedern im Jahre 1940. Das Kirchspiel lag im Kirchenkreis Rügenwalde der Kirchenprovinz Pommern der evangelischen Kirche der Altpreußischen Union. Heute gehören die evangelischen Bewohner von Rusinowo zur Diözese Pommern-Großpolen der Evangelisch-Augsburgischen Kirche in Polen.
Seit 1945 wohnen in Rusinowo überwiegend katholische Kirchenglieder. Die Kirchengemeinde ist jetzt – wie auch der Nachbarort Jarosławiec – Filialkirche zur Pfarrei Łącko (Lanzig), die zum Dekanat Ustka (Stolpmünde) im Bistum Köslin-Kolberg der Katholischen Kirche in Polen gehört.

### Pfarrkirche
Die Kirche liegt weithin sichtbar mitten im Dorf auf einer Anhöhe, umgeben von einer alten, kreisrunden Friedhofsmauer aus Feldsteinen. Das Gotteshaus wurde als einschiffige Backsteinkirche im Jahre 1873 erbaut. Der Turm misst 42 Höhenmeter.
Aus der Vorgängerkirche (einem alten Feldsteingebäude) wurde lediglich die Taufe aus dem Jahre 1636 übernommen. In der Kirche befand sich im Altaraufsatz ein Ölgemälde „Die Beweinung Christi“ von Anton Weber im Jahre 1898 erstellt. Außerdem hing das Modell eines altertümlichen Segelschiffs von der Decke herab.
Die Kirche wurde nach 1945 nach über 400 Jahren als evangelisches Gotteshaus zugunsten der katholischen Kirche enteignet. Am 7. April 1946 erhielt sie eine neue Weihe und den Namen Narodzenia NMP (Mariä Geburt).

### Pfarrer 1594–1945
- Johann Rohde, 1594–1640
- Lukas Salamanus, 1599
- Martin Richter, 1636–1671
- Johann Gottfried Richter (Sohn von 3.), 1671–1688
- Johann Roth, 1689–1691
- Christoph Schadelock, 1691–1710
- Erdmann Sasse, 1711–1740
- Johann Gottfried Läuen, 1739–1743
- Johann Friedrich Rahn, 1743–1794
- Carl Ludwig Thiele, 1786–1812
- Georg Peter Gieseler, 1814–1830
- Johann Karl Just, 1832–1847
- Julius Albert Emil Palis, 1847–1885
- Leopold Wilhelm Paul Koeppen, 1885–1938
- unbesetzt 1938–1945 (Vakanzvertreter: Franz Birken, Pfarrer in Barzwitz)

## Schule
Bis 1820 wurden die Kinder im Hause des Schulhalters (Küster) oder reihum von Haus zu Haus unterrichtet. Danach wurde im neugebauten Schulhaus neben der Kirche Unterricht gehalten. Seit 1936 besuchen auch die Kinder aus Vitte (Wicie) die Schule in Rützenhagen.

### Lehrer 1820–1945
- Franz Bütow
- Carl Vehlow
- Carl Freitag
- Heinrich Seewöster
- Wilhelm Kollath
- Johann Schäfertöns
- ab 1939 Otto Parlow aus Barzwitz